# Vladimir Petlyakov
Vladimir Mikhailovich Petlyakov (em russo:  Влади́мир Миха́йлович Петляко́в) (Sambek, 15 de junho de 1891 – Arzamás, 12 de janeiro de 1942) foi um engenheiro aeronáutico soviético.
Petlyakov nasceu em 1891 em Sambek (Oblast de Don Host, Império Russo) (atualmente parte do Distrito de Neklinovsky, Oblast de Rostov), onde seu pai serviu como um oficial local. Após graduar da Escola Técnica de Taganrog (atualmente "Escola  de Aviação de Taganrog Petlyakov"), em 1910, viajou para Moscou, onde foi aceito na Universidade Técnica Estatal Bauman de Moscou; entretanto, devido a dificuldades financeiras, foi incapaz de concluir seus estudos. Após a Revolução Russa de 1917 continuou sua educação e foi contratado como técnico no laboratório de aerodinâmica nesta mesma universidade, sob a liderança de Nikolai Jukovski, enquanto concluía seus estudos. Ganhou experiência como um assistente de laboratório em túneis de vento e em cálculos para o projeto de aeronaves. Em 1922, finalmente graduou-se. 
De 1921 a 1936, Petlyakov trabalhou no Instituto Hidro e Aerodinâmico Central (TsAGI) (em russo:  Центральный аэрогидродинамический институт (ЦАГИ)), sob a liderança de Andrei Tupolev; neste local, envolveu-se no projeto de asas e no desenvolvimento de planadores. Em 1936, tornou-se projetista chefe de aeronaves em uma fábrica de aviação. Petlyakov se envolveu diretamente na organização e desenvolvimento na construção de aeronaves soviéticas produzidas de metal. Em particular (em conjunto com o engenheiro Nikolai Belyaev), elaborou métodos de calcular a durabilidade de materiais e a teoria em desenhar asas de metal com múltiplas longarinas. Petlyakov assistiu no projeto dos primeiros bombardeiros pesados soviéticos TB-1, TB-3 (1930–1935), e um bombardeiro quadrimotor de alta altitude e longo alcance, o Pe-8 (1935–1937).
Entretando, em 21 de outubro de 1937, Petlyakov foi preso juntamente com Tupolev e toda a diretoria do TsAGI sob acusações forjadas de sabotagem, espionagem e auxílio ao Partido fascista russo. Muitos de seus colegas foram executados. Em 1939, foi movido da prisão para um sharashka (Escritório de Projetos Experimental) do NKVD, montado para projetistas de aeronaves próximo a Moscou, onde muitos ex-trabalhadores do TsAGI já haviam sido enviados. Petlyakov recebeu a tarefa de projetar um caça de alta altitude, concluindo-a com sucesso. Entretanto, a experiência operacional durante a Guerra Soviético-Finlandesa de 1939-1940 mostrou que isto não era o que a Força Aérea Soviética precisava, e Lavrenti Beria, líder do NKVD e do sistema sharashka, ordenou que o caça deveria ser redesenhado como um bombardeiro de mergulho, com a promessa de que Petlyakov e seus colegas seriam soltos após a conclusão bem-sucedida.
A aeronave resultante, o Pe-2, que entrou em produção em série na Fábrica de Aviação de Cazã, provando ser um dos mais bem-sucedidos modelos da Segunda Guerra Mundial. Petlyakov foi então solto em 1940, recebendo o Prêmio Estatal da URSS em 1941. Entretanto, em Cazã, Petlyakov enfrentou grandes dificuldades, com muitos de seus técnicos treinados sendo chamados pelas forças armadas soviéticas e enviados às linhas de frente, afetando adversamente a qualidade das aeronaves produzidas. Ele protestou à liderança soviética e estava em rota para Moscou em janeiro de 1942 (em um Pe-2), quando morreu em um acidente aéreo próximo a Arzamás. Foi enterrado no Cemitério de Arskoe, em Cazã. 
Vladimir Petlyakov recebeu o Prêmio Estatal da URSS (1941) e duas Ordens de Lenin, além de uma Ordem da Estrela Vermelha.